# Glen Park
Glen Park is een metrostation in de Amerikaanse stad San Francisco (Californië). Het ligt langs de interstate 280 aan de zuidrand van de gelijknamige buurt en wordt bediend door vier lijnen van het BART-netwerk.